# پادشاه هیوسو
پادشاه هیوسو ( 692 میلادی تا 702 میلادی ) ( هانگول : 효소왕 ) ( هانجا : 孝昭王 ) سی و دومین پادشاه شیلا بود. 